# Stettfeld
Stettfeld è un comune tedesco di 1 096 abitanti situato nel land della Baviera.